# Tâm lý sinh học
Tâm lý sinh học (Physiological psychology) là một phân ngành của khoa học thần kinh hành vi, chuyên nghiên cứu các cơ chế thần kinh của nhận thức và hành vi thông qua việc vận dụng trực tiếp não của các động vật không phải người trong các thử nghiệm có kiểm soát. Lĩnh vực tâm lý sinh học có cách tiếp cận thực nghiệm và thực tế khi nghiên cứu bộ não và hành vi của con người. Hầu hết các nhà khoa học trong lĩnh vực này tin rằng tâm trí là một hiện tượng được bắt nguồn từ hệ thống thần kinh. Bằng cách nghiên cứu và thu thập sự hiểu biết về các cơ chế của hệ thống thần kinh, các nhà tâm lý sinh học có thể giải mã ra nhiều sự thật về hành vi của con người. Không giống như các phân ngành khác trong tâm lý sinh học, trọng tâm chính của nghiên cứu tâm lý học là phát triển lý thuyết mô tả các mối quan hệ hành vi và bộ não. Tâm lý sinh học nghiên cứu nhiều về phản ứng của cơ thể đến hành vi hoặc hoạt động của sinh vật. Nó quan tâm vào các tế bào não, cấu trúc, thành phần và các tương tác hóa học lên hành động.  Trong lĩnh vực này các nhà tâm lý học thường tập trung sự chú ý về các chủ đề như giấc ngủ, cảm xúc, ăn uống, giác quan, hành vi sinh sản, học tập/trí nhớ, giao tiếp, dược học tâm thần và rối loạn thần kinh. Cơ sở nghiên cứu xoay quanh khái niệm cách hệ thống thần kinh đan xen với các hệ thống khác trong cơ thể để tạo ra một hành vi cụ thể.
Hệ thần kinh là một hệ thống điều khiển kết nối các hệ thống khác của cơ thể lại với nhau. Nó bao gồm não, tủy sống và các mô thần kinh có mặt khắp nơi trên cơ thể. Chức năng chính của hệ thống là phản ứng lại với các kích thích đến từ bên trong cũng như bên ngoài. Dùng tín hiệu điện từ và hóa học để gửi phản ứng đến các bộ phận khác nhau của cơ thể được tạo thành từ các tế bào thần kinh hay còn gọi là nơ-ron. Thông qua hệ thống, các thông điệp được truyền đến các mô cơ thể như cơ bắp. Có hai phân khu chính trong hệ thống thần kinh là hệ thần kinh trung ương và hệ thần kinh ngoại biên.
Hệ thần kinh trung ương gồm não và tủy sống. Bộ não là trung tâm điều khiển chứa hàng triệu kết nối thần kinh. Cơ quan này chịu trách nhiệm gửi và nhận thông tin từ cơ thể và trong môi trường. Mỗi phần của bộ não chuyên biệt cho các khía cạnh khác nhau của con người. Như, thùy thái dương đảm nhận vai trò chính trong thị giác và thính giác, trong khi thùy trán quan trọng với chức năng vận động và giải quyết vấn đề. Tủy sống gắn kết cùng đồng hành với não để đóng vai trò là đầu nối chính cho dây thần kinh và não.
Các mô thần kinh nằm ngoài hệ thống thần kinh trung ương gọi chung là hệ thống thần kinh ngoại biên. Hệ thống này có thể được chia thành hệ thần kinh tự chủ và hệ thần kinh thân (hệ thần kinh soma). Hệ thống tự chủ là thành phần tự động điều hòa các cơ quan và cơ chế của cơ thể, chẳng hạn như tiêu hóa và hô hấp. Hệ thống thần kinh thân chịu trách nhiệm chuyển các thông tin qua lại từ não đến các bộ phận khác nhau của cơ thể, cho dù có nhờ các kích thích cảm giác để gửi đến não hoặc gửi thông tin từ não để cơ bắp co lại và để thư giãn.